# 먼동
《먼동》은 1993년 4월 24일부터 1994년 4월 16일까지 방영된 KBS 대하드라마이다. 조선 시대 말기(1888년)부터 31년 후 일제강점기 시대 3.1 운동이 일어난 해인 1919년까지 다루었다.
한편, 그 동안 MBC에서 활동해 온 하희라 (송보경(쌍순) 역)가 해당 작품을 통해 KBS 복귀를 했으며 MBC 공채 19기 출신 음정희 (화진 역)가 해당 작품을 통해 KBS 나들이를 했는데 이 당시 KBS는 하희라 음정희 최명길 등 톱스타들을 데려오기 위해 대규모 물량작전을 펼쳤으나 "출연료 인플레 현상"을 부채질한다는 비난을 받아왔다.

## 등장 인물
- 하희라 : 송보경(쌍순) 역
- 김진태 : 송근술 역
- 정성모 : 박인섭 역
- 이동준 : 김태환 역
- 박진성 : 송필배 역
- 음정희 : 화진 역
- 박민아 : 봉선 역
- 박병호 : 김효순 대감 역
- 반효정
- 임혁주
- 송영창
- 김을동
- 김애경
- 조재훈
- 임혁 : 박승학 역
- 오욱철
- 김영배
- 노영국
- 황범식
- 송종원
- 김봉근
- 태현실
- 김창봉
- 이동신
- 태민영
- 전원주
- 이주실
- 정성모
- 곽정희
- 임병기
- 민지환
- 안대용
- 박종설
- 이원종
- 이대원
- 박경득
- 강민호 : 장두봉 역
- 김인문
- 윤덕용
- 신원균
- 안대용
- 김해권
- 맹호림
- 이원발
- 이일웅
- 박규식
- 황민
- 유순철
- 윤성국
- 김상훈
- 서상익
- 조명남 : 이토 히로부미
- 이신재
- 김종구
- 최길호
- 양택조
- 이문환
- 김하림
- 이두섭
- 이경영
- 차기환
- 권병준
- 임선택
- 장희진
- 이한위
- 이기철
- 조양자
- 배도환
- 강신조
- 한진주
- 하대경
- 김하균
- 최용욱
- 신수강
- 박해상
- 박승규
- 최헌철
- 이경아
- 김금용
- 홍승일
- 이한나
- 김성희
- 박유승
- 이광기 : 송종배 역
- 정태우 : 송종배 아역

## 참고 사항
- 일제시대를 배경으로 남녀의 사랑 이야기에 치중했다는 지적을 받았다.[2]
- KBS는 <먼동>을 끝으로 대하드라마를 잠정 중단했다.[3] 후속작으로 <황토>를 94년 7월 방영할 예정이었으나 제작비 절감 문제 때문에 무산됐고[4] <황토> 자리에는 토요드라마 인간극장이 대체 편성됐다.